# Ourgou
Ourgou est un village et le chef-lieu du département d'Ourgou-Manéga situé dans la province de l'Oubritenga de la région Plateau-Central au Burkina Faso.

## Géographie
Ourgou se trouve à environ 35 km au nord du centre de Ouagadougou et à 22 km au nord-ouest de Ziniaré, le chef-lieu provincial. La commune est traversée par la route nationale 22 reliant Ouagadougou au nord du pays.

## Santé et éducation
Ourgou accueille un centre de santé et de promotion sociale (CSPS) tandis que le centre médical avec antenne chirurgicale (CMA) de la province se trouve à Ziniaré.
Le village possède une école primaire publique dans le quartier Ourgou-Yarcé.